# Напрасновка
Напра́сновка (бел. Напраснаўка) — деревня в составе Маслаковского сельсовета Горецкого района Могилёвской области Республики Беларусь.

## История
Первое упоминание о деревне Напрасновка относится к 1777 году. Интересно, что село имело ещё два названия: Красновка и Нова-Напрасновка. По легенде, «много лет назад еврейский купец из Санкт-Петербурга приехал торговать в Яковлевичи (ныне Оршанский район). Местный барон играл с ним в карты на деньги. И барон проиграл всё свое имущество, и он поставил на 100 десятин земли. Их он также проиграл. На этой земле купец поселил евреев из Горок и Орши. Так была создана деревня Напрасновка.

## Еврейская земледельческая колония
По второй версии, деревня Напрасновка уже существовала, когда в середине 19 века царское правительство решило организовать несколько еврейских колоний на территории империи, чтобы привлечь евреев к сельскохозяйственному труду. Когда началась колонизация, в Могилевской губернии было создано 20 колоний. Первые поселения в Горецком уезде были созданы в 1849 году в сёлах Сава и Рудковщина. Через два года колонию на свободных землях создали в селе Напрасновка.

## В послевоенное время
После октября 1917 года некоторые евреи и жители села уехали в Минск, Ленинград и другие города страны. Известно, что в 1924 году в селе насчитывалось 48 усадеб с 290 жителями. В 1928 году в селе был организован колхоз „Новая жизнь“, в который вошли белорусы и евреи. В 1932 году в колхозе работало 157 человек. Работала начальная школа, где белорусы и евреи учились вместе. До войны в деревне проживало 137 человек, большинство из которых были евреи.

## Во время Великой Отечественной войны
На фронте погибли 10 воинов, призванных из Напрасновки.
Во время оккупации нацисты согнали евреев деревни в гетто, уничтоженное 22 марта 1942 года. Всего в Напрасновке были убиты более 300 евреев. В 1968 году на их братской могиле был установлен памятник.

## Деревня сегодня
В настоящее время в деревне живёт 2 постоянных жителей, летом туда приезжают те, кто держат дома под дачи.

## Население
- 1924 год — 290 человек
- 1941 год — 137 человек
- 1999 год — 19 человек
- 2010 год — 4 человека
- 2019 год — 2 человека